# ایان بیلی
ایان بیلی (انگلیسی: Eion Bailey؛ زادهٔ ۸ ژوئن ۱۹۷۶) هنرپیشه اهل ایالات متحده آمریکا است. وی از سال ۱۹۹۷ میلادی تاکنون مشغول فعالیت بوده‌است.
از فیلم‌ها و مجموعه‌های تلویزیونی‌ای که وی در آنها نقش داشته است، می‌توان به باشگاه مبارزه، زندگی جنسی و امور پنهانی اشاره کرد.